# USS Michigan (SSGN-727)
El USS Michigan (SSBN-727/SSGN-727) es un submarino de misiles de crucero de propulsión nuclear (SSGN) de la clase Ohio, convertido de un submarino de misiles balísticos (SSBN), que forma parte de la Armada de los Estados Unidos. Es el tercer buque que lleva el nombre del estado estadounidense de Michigan.

## Construcción y puesta en marcha
Michigan se construyó en la Electric Boat Division de General Dynamics Corporation en Groton, Connecticut, y se puso en servicio el 11 de septiembre de 1982. Michigan llegó a Bangor, Estado de Washington, el 16 de marzo de 1983 y completó sesenta y seis patrullas de disuasión estratégica. Originalmente fue diseñado y comisionado como un submarino de misiles balísticos (SSBN) capaz de desplegar 24 misiles balísticos lanzados desde submarinos Trident II (SLBM) con ojivas nucleares.[cita requerida]

## Conversión a SSGN
A partir de junio de 2007, el Michigan se convirtió en un SSGN en el astillero naval de Puget Sound. El símbolo de clasificación de su casco luego cambió de SSBN-727 a SSGN-727.

## Historial operativo
El 12 de diciembre de 2009, el Michigan regresó a la Base Naval Kitsap, su base de operaciones, completando su primer despliegue después de la conversión SSGN. El despliegue comenzó el 10 de noviembre de 2008 e incluyó numerosas misiones. El barco también completó varios compromisos de cooperación de seguridad de teatro con las naciones de Pacific Rim.
El 28 de junio de 2010, el Michigan fue uno de los tres submarinos de la clase Ohio involucrados en una respuesta estadounidense a las pruebas de misiles chinos en el disputado Mar de China Oriental. Michigan, Ohio y Florida surgieron simultáneamente en las aguas de Corea del Sur, Filipinas y el Territorio Británico del Océano Índico, respectivamente.
En agosto de 2016, la suboficial principal Dominique Saavedra se convirtió en la primera marinera alistada en obtener su calificación de submarino y fue asignada a Michigan. (La primera mujer, tanto oficial como general, fue en 2011.)
El 25 de abril de 2017, Michigan atracó en la Base Naval de Busan, Corea del Sur, durante una época de mayores tensiones con Corea del Norte. Más tarde se unió al USS Carl Vinson Carrier Strike Group en el Mar de Japón para realizar ejercicios. Las fotografías muestran un refugio de cubierta seca montado en Michigan.[cita requerida]
El Michigan regresó a la Base Naval de Busan, Corea del Sur, el 15 de junio de 2023, el día después de que Corea del Norte disparara dos misiles de corto alcance frente a su costa este. La exhibición visual del submarino, nuevamente con un refugio de cubierta seca montado, se realizó para demostrar la determinación de EE. UU. de apoyar y proteger a Corea del Sur contra la reciente agresión de Corea del Norte.